# Голт (Калифорния)
Голт (англ. Galt) — город в округе Сакраменто в штате Калифорния в Соединённых Штатах Америки.
Согласно данным переписи населения США 2020 года число жителей города 
составляло 25 383 человек, что, для такого небольшого населённого пункта, существенно больше (+ 7.3%), чем было во время предыдущей переписи проводившейся в 2010 году (23 647 человек).

## История
Галт был основан в 1869 году компанией Central Pacific Railroad как станция Первой трансконтинентальной железной дороги.
Своё название поселение получило в честь бывшего города Galt, ныне являющегося частью города Кембриджа в провинции Онтарио в Канаде, созданного после слияния городов Голт, Престон, Хеспелер, поселения Блэр и небольшой части близлежащих посёлков. В этом канадском городе родился владелец местного ранчо Джон Макфарланд.
16 августа 1946 года Голт был включён в реестр штата и официально получил статус города. В 1950-м население города составляло 1333 человека.

## География
Согласно данным Бюро переписи населения США, общая площадь города составляет 5,9 квадратных мили (15 км2), почти вся эта территория приходится на сушу и лишь 0,23% занимает водная поверхность.

## Климат
Согласно системе классификации климатов Кёппена, в Голте теплый летний средиземноморский климат, на климатических картах сокращённо обозначаемый аббревиатурой «Csa».